# 甲斐友梨
甲斐 友梨（かい ゆり、女性、1984年5月8日 - ）は、ファッションデザイナー。KINGLILY株式会社の代表取締役。元レスリング選手である。滋賀県出身。現姓は岡田。滋賀県立八幡工業高等学校、中京女子大学卒業。現役時代はアイシン・エィ・ダブリュに所属した。

## 来歴
中学時代は柔道に取り組み、高校進学とともにレスリング転向。名門・中京女子大に進学後、2004年ジャパンクイーンズカップ優勝。アジア選手権で銀メダル。
2005年、ユニバーシアード出場。
2007年、ワールドカップ48kg級を4戦全勝で個人優勝。
2008年、全日本社会人選手権初優勝、全日本選手権で堀内優に敗れ準優勝に終わるも堀内が肩を負傷したため変わって翌年の世界選手権51kg級出場権を得た。
2009年、オーストラリアオープンで初の国際大会優勝。
世界選手権では準決勝まで進みソフィア・マットソン（スウェーデン）に敗れるも、3位決定戦で洪迪（中国）を破り銅メダルを獲得。
同年の全日本選手権で伊調千春を破り初優勝。
2010年、世界選手権がかかった全日本選抜で決勝まで進むも堀内に敗れ世界選手権2大会連続はならず。
同年の全日本選手権では48kg級でエントリーするが、準決勝で敗退。
2011年8月29日、引退。
2015年10月に女子アスリート専門のファッションブランド「KINGLILY」を立ち上げ代表取締役兼デザイナーとなっている